# Barichneumonites manilae
Barichneumonites manilae là một loài tò vò trong họ Ichneumonidae.